# كيريل بريجودا
كيريل بريجودا (بالروسية: Пригода, Кирилл Геннадьевич)‏ (مواليد 29 ديسمبر 1995) هو سبّاح روسي، مثّل بلاده في الألعاب الأولمبية الصيفية 2016.

## روابط خارجية
كيريل بريجودا على موقع الاتحاد الدولي للسباحة (الإنجليزية)
- كيريل بريجودا على موقع SwimRankings.net (الإنجليزية)
- كيريل بريجودا على موقع اللجنة الأولمبية الدولية (الإنجليزية)
- كيريل بريجودا على موقع أوليمبيديا (الإنجليزية)